# بخش بی (شهرستان اوتاوا، اوهایو)
بخش بی (به انگلیسی: Bay Township) یک منطقهٔ مسکونی در ایالات متحده آمریکا است که در شهرستان اتاوا، اوهایو واقع شده‌است.
 بخش بی ۵۶٫۷ کیلومتر مربع مساحت و ۱٬۲۹۴ نفر جمعیت دارد و ۱۷۶ متر بالاتر از سطح دریا واقع شده‌است.